# Астрахов, Анатолий Константинович
Анато́лий Константи́нович Астра́хов (18 июня 1937 — 27 сентября 1999) — советский и российский общественный и хозяйственный деятель. Почётный гражданин Мытищинского района (1997). Глава администрации Мытищинского района Московской области (1991—1999).

## Биография
Родился 18 июня 1937 году в Пушкино Московской области. Завершил обучение в школе № 1 города Пушкино. В 1954 году успешно сдал экзамены и был зачислен в МВТУ им. Н. А. Баумана на механико-технологический факультет. По окончании обучения получил специальность инженера-механика по направлению «Оборудование и технология сварочного производства». В 1960 году по распределению по ступил на работу в Мытищинский машиностроительный завод. Начав трудовую деятельность в экспериментальном цехе ОКБ в должности инженера-технолога по сварочному производству, Астрахов прошёл все ступени руководства. Был и заместителем начальника холодно-штампового цеха, и заместителем директора завода по производству. В 1987 году состоялось назначение его на должность первого заместителя генерального директора производственного объединения «ММЗ».
Неоднократно Астрахова избирали на руководящие должности в общественные организации завода: являлся секретарём комитета ВЛКСМ завода, был членом пленума РК ВЛКСМ, председателем заводского комитета профсоюзов, членом партбюро парткома завода. С конца 1970-х постоянно избирался депутатом Мытищинского городского Совета депутатов.
В марте 1990 года стал депутатом Мытищинского Совета народных депутатов, а в июне 1990 года был назначен председателем исполкома городского совета.
В 1991 году стал главой администрации Мытищинского района. В апреле 1996 года был переизбран на данную должность.
11 июня 1997 года на основании решения Совета депутатов Мытищинского района Астрахову было присвоено звание «Почётный гражданин Мытищинского района Московской области».
Проживал в Мытищах Московской области. Умер после продолжительной болезни 27 сентября 1999 года.

## Награды и звания
- Орден За заслуги перед Отечеством 4 степени,
- Орден Трудового Красного Знамени (1985),
- Орден Дружбы народов
- Орден «Знак Почёта» (1971),
- Медаль «В ознаменование 100-летия со дня рождения Владимира Ильича Ленина» (1970),
- «Почётный гражданин Мытищинского района» (11.06.1997).

## Память
- Ежегодно 27 сентября в Мытищинском районе отмечают День памяти Астрахова.
- В 1999 году именем А. К. Астрахова наименована общеобразовательная средняя школа № 10 города Мытищи.
- Посвящены главы книги «Родник жизни. Мытищи на рубеже двухтысячного года» (Москва, 2000).
- В 2001 году вышла книга «Жизнь ради людей. Воспоминания об Анатолии Константиновиче Астрахове» (Мытищи, 2001).
- Имеется в городе Мытищи проспект Астрахова